# Malmesbury, Africa de Sud
Malmesbury este un oraș din provincia Wes-Kaap, Africa de Sud.